# Romania agli XI Giochi olimpici invernali
La Romania partecipò agli XI Giochi olimpici invernali, svoltisi a Sapporo, Giappone, dal 3 al 13 febbraio 1972, con una delegazione di 13 atleti impegnati in quattro discipline.